# کایالی (شرناق)

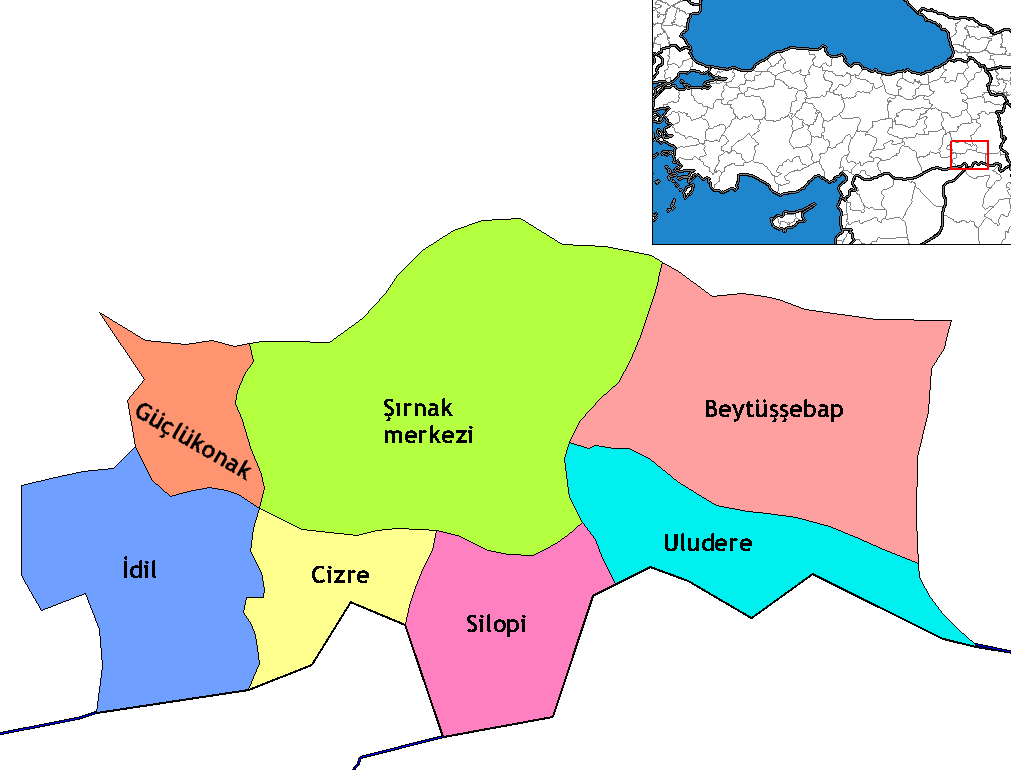
شهرستان‌های استان شرناق

کایالی (به لاتین: Kayalı، به کردی: Kefşin، به سریانی: Kefshenne) یک منطقه مسکونی در ترکیه است که استان شرناق واقع شده است. این روستا میان شهرهای میدیات و ایدیل و در نزدیکی کلیسای ارتدکس سریانی دیر مار جبرئیل جای دارد. در حالی که این روستا از نظر تاریخی دارای جمعیت آشوری بوده شمار فراوانی از کردها هم از قبیله اومرکان در آن زندگی می‌کنند.